# Kevin R. Kregel
Kevin R. Kregel, född 16 september 1956 i Amityville, New York, är en amerikansk astronaut uttagen i astronautgrupp 14 den 5 december 1992.

## Rymdfärder
- STS-70
- STS-78
- STS-87
- STS-99